# 117390 Stephanegendron
117390 Stephanegendron è un asteroide della fascia principale. Scoperto nel 2004, presenta un'orbita caratterizzata da un semiasse maggiore pari a 3,1898253 UA e da un'eccentricità di 0,1267379, inclinata di 1,22440° rispetto all'eclittica.